# Drake (raper)
Aubrey Drake Graham (Toronto, Ontario, 24 d'octubre de 1986) més conegut com a Drake, és un actor, cantant, productor, compositor i raper canadenc. Va assolir la fama gràcies al seu paper com a Jimmy Brooks en la sèrie de televisió Degrassi: The Next Generation. Sis anys després, Drake deixà la serie per impulsar la seva carrera musical, llençant la seva mixtape debut: Room for Improvement (2006). Poc després va treure dos treballs més, Comeback Season i So Far Gone, que contenia singles com Successful i Best I Ever Had els quals van tenir un èxit rotund dins les llista US Billboard Hot 100. A partir d'aquí, la seva carrera es va veure impulsada. Amb el seu últim projecte Scorpion va aconseguir col·locar set cançons entre els deu primers llocs de la llista Billboard Hot 100, superant així a The Beatles, que el 1964 van situar simultàniament cinc temes en la principal llista de popularitat musical als EUA. Avui dia, ha esdevingut un dels artistes més influents d'aquesta dècada.

## Inicis
Nascut el 24 d'octubre de 1986, fill de mare jueva canadenca, que exercia com a professora d'anglès, i de pare afroamericà originari de Memphis, Tennessee, que tocava la bateria al costat de Jerry Lee Lewis, va patir una infància complicada. Quan ell tenia 5 anys els seus pares es van separar i la seva figura paternal tornà a la seva ciutat natal, on va ser detingut per càrrecs relacionats amb compra-venda de drogues. Durant els estius, Aubrey anava a visitar al seu pare, i ell mateix va ser present durant una de les detencions. El divorci dels seus pares va tenir una gran influència en el cantat, ja que el mateix ho ha mencionat en diverses ocasions: "Vaig haver de convertir-me en un home molt ràpidament, vaig haver de ser la columna vertebral d'una dona a qui estimo amb tot el meu cor, la meva mare."
Després de la separació va créixer amb ella al barri de Weston Roads, durant els primers anys. Tenien problemes de diners i la seva mare patia problemes de salut. El fet de no tenir una situació econòmica estable va fer que es mudessin sovint. Aubrey va assistir a moltes escoles diferents. En els seus anys adolescents, Drake es va traslladar al Toronto’s Forest Hill Collegiateon degut a la seva biracialitat i condició religiosa no va ser ben acceptat. Finalment va decidir deixar els estudis per dedicar-se plenament a la seva carrera d'actor. L'any 2012 es va graduar.
Dennis Graham assegura que Drake ja escrivia des de ben petit i que diversos cops li havia mencionat que volia ser músic.

## Carrera

### 2000-2009: Inicis de la carrera iSo Far Gone
A l'edat de 15 anys, Drake va conèixer a un agent, el pare d'un amic de la secundària, el qual va trobar-li un paper dins la sèrie de televisió canadenca Degrassi: The Next Generation fent de Jimmy Brooks el 2001; dins el show, Brooks és un estrella del bàsquet que queda incapacitat físicament després de ser disparat per un company de classe. Drake va continuar amb la seva carrera com a actor a Degrassi fins que va acabar l'any 2009, quan els productors de Degrassi van decidir renovar el grup amb nous actors i ell optà per buscar un lloc en l'escena musical. En total, va aparèixer a 138 episodis d'aquesta sèrie.
"Com vaig començar a rapejar degut a que el meu pare va estar dos anys a la presó i compartia cel·la amb aquest xaval, que realment no tenia ningú amb qui parlar", va dir Drake a Complex el 2009. "Així que ell solia compartir la seva estona telefònica amb aquest tio i en el moment en què jo tenia probablement 16 o 17 anys, aquest home tenia entre 20 i 22 anys, i sempre tirava unes barres per telèfon." Així és com Drake explica els seus inicis en la carrera musical.
El 2006, Drake va autoeditar la seva primera mixtape Room for Improvement. La mixtape compta amb artistes com Trey Songz i Lupe Fiasco. El 2007, va llançar una nova mixtape, Comeback Season, llançant un únic videoclip per Replacement Girl, amb Trey Songz.
L'any següent, Lil Wayne va mencionar i convidà a Drake a anar de gira amb ell. Drake i Wayne van gravar un parell de cançons durant aquest temps, incloent "Ransom", la versió original de "I Want This Forever", i el remix de la cançó de Drake, "Brand New".
El 13 de febrer de 2009, Drake va llançar la seva tercera mixtape oficial, So Far Gone, la qual es podia baixar gratuïtament dins la plataforma de blogs de Lil Wayne. Va tenir molta bona rebuda per part del públic a causa de l'èxit dels dos singles "Best I Ever Had" i "Successful". So Far Gone s'acredita com el seu major èxit comercial i crític en aquella època, ja que era un projecte molt més madur i cimentat comparat amb les dues mixtapes anteriors. "Best I Ever Had" va donar el tret de sortida al regnat de Drake dins les xarxes musicals. Posteriorment es convertiria en el primer artista en entrar vuit anys seguits dins la Billboard Hot 100, un camí que va acabar el 2017 després de 431 setmanes consecutives dins la llista.
El juny de 2009, Lil Wayne va signar a Drake al seu nou segell, Young Money. Wanye va oferir un contracte de 2 milions de dollars en avançat, en el que va ser una disputa entre tres grans discogràfiques.

### 2010-2011: Descombriment musical i primer àlbumThank Me Later

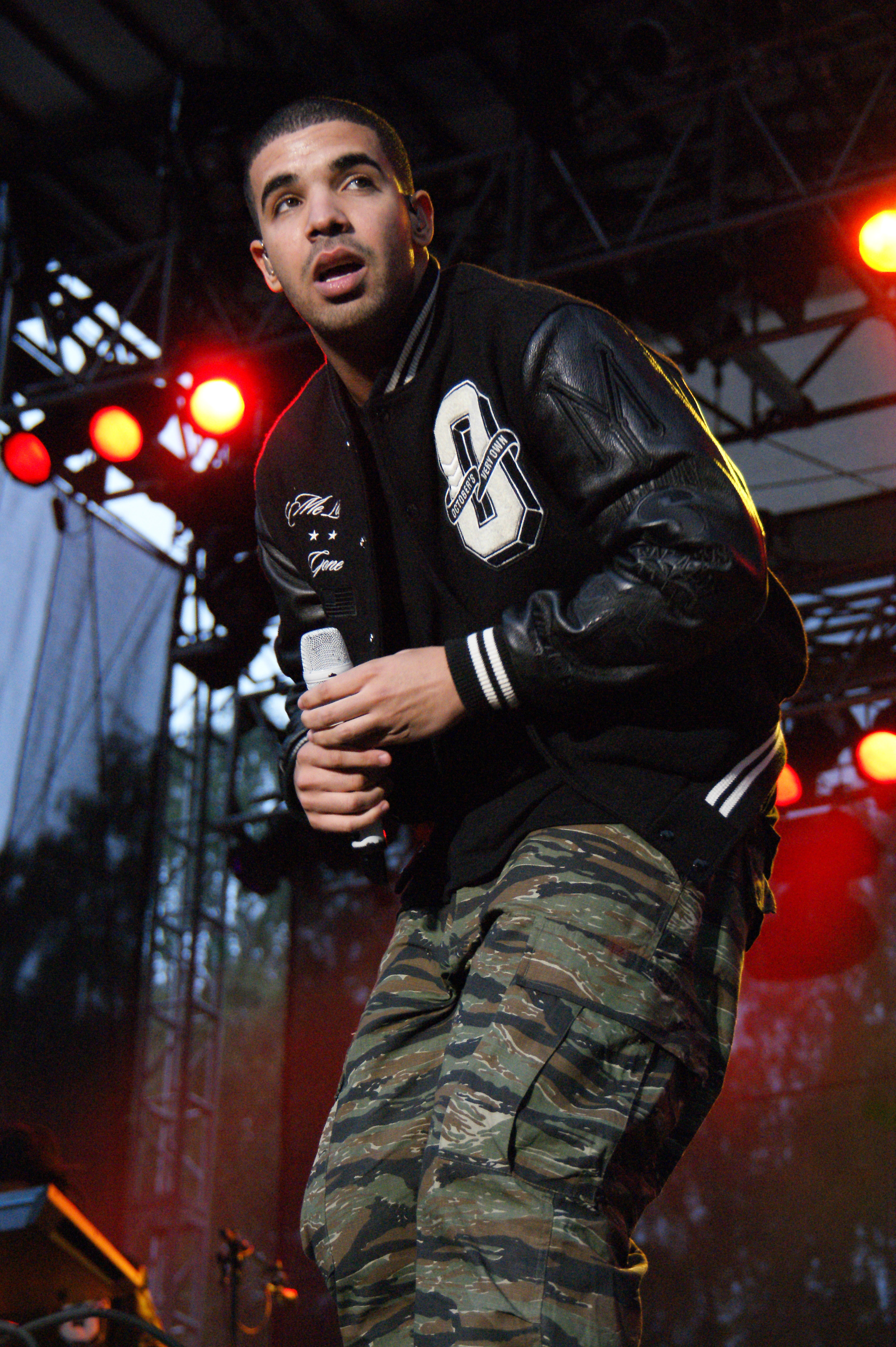
Drake al festival Bumbershoot de 2010.

Drake tenia previst llançar el seu primer àlbum, Thank Me Later, a finals de 2008, però la data de llançament de l'àlbum va ser posposada fins al març de 2010. Universal Republic Records va declarar llavors que l'àlbum havia estat retardat tres setmanes. L'àlbum finalment va sortir el 15 de juny de 2010. Aquest mateix dia més de 25.000 aficionats es van reunir al South Street Seaport de Nova York per un concert gratuït de Drake i Hanson, però poc després es van produir aldarulls, cosa que va fer que la policia cancel·lés el show.
447.000 còpies van ser vengudes en la primera setmana del llançament de l'àlbum, debutant així amb aquest en la llista Billboard 200. Drake fou el segon artista amb més discs venuts en una setmana durant l'any 2010, comparant a qualsevol artista de hip hop que l'envoltava, només superat per Eminem una setmana després. Al Canadà va obtindre el disc de platí en menys d'una setmana. L'àlbum compta amb diverses col·laboracions d'artistes de renom com Jay-Z, Kanye West o Lil Wayne. El 9 de març de 2010, Drake va llançar el primer senzill de àlbum, titulat "Over", el qual va ser ben rebut, tant comercial com a nivell de crítica. La cançó va aconseguir el lloc nº 14 dins el Billboard Hot 100 i va encapçalar les llistes de rap. La cançó també va rebre una nominació a Best Rap Solo Performance als Premis Grammy de 2011.

### 2011-2012:Take Carei primer Grammy
El novembre de 2010, Drake va revelar que el títol del seu proper àlbum d'estudi seria "Take Care". Començant una nova campanya, les seves intencions van permetre a Noah "40" Shebib manejar la major part de la producció i enregistrar un so més cohesionat que a Thank Me Later, que comptava amb tasques de producció respectivament de Shebib i altres, fent aquest el productor principal de Drake en l'actualitat. Ell pretenia expandir-se en el so de ritme baix, d'estètica sensual i fosca. Tot i voler ser principalment un àlbum de hip hop, Drake també va intentar incorporar sons del R&B i pop per crear un so lúcid i grandiós. "Dreams Money Can Buy" i "Marvins Room" es van publicar al Blog Very Own de Drake, els dies 20 de maig i 9 de juny, respectivament. Actuant com a cançons promocionals per a Take Care, el primer no va ser inclòs en el llistat final de l'àlbum, mentre que "Marvins Room" va obtenir la certificació Gold per la RIAA, i va aconseguir el número 21 al Billboard Hot 100, assolint el top 10 de la taula de cançons Hot R&B i Hip-Hop, juntament amb una àmplia reproducció a la ràdio urbana contemporània. Drake publicaria el videoclip de la cançó el 28 de juny.

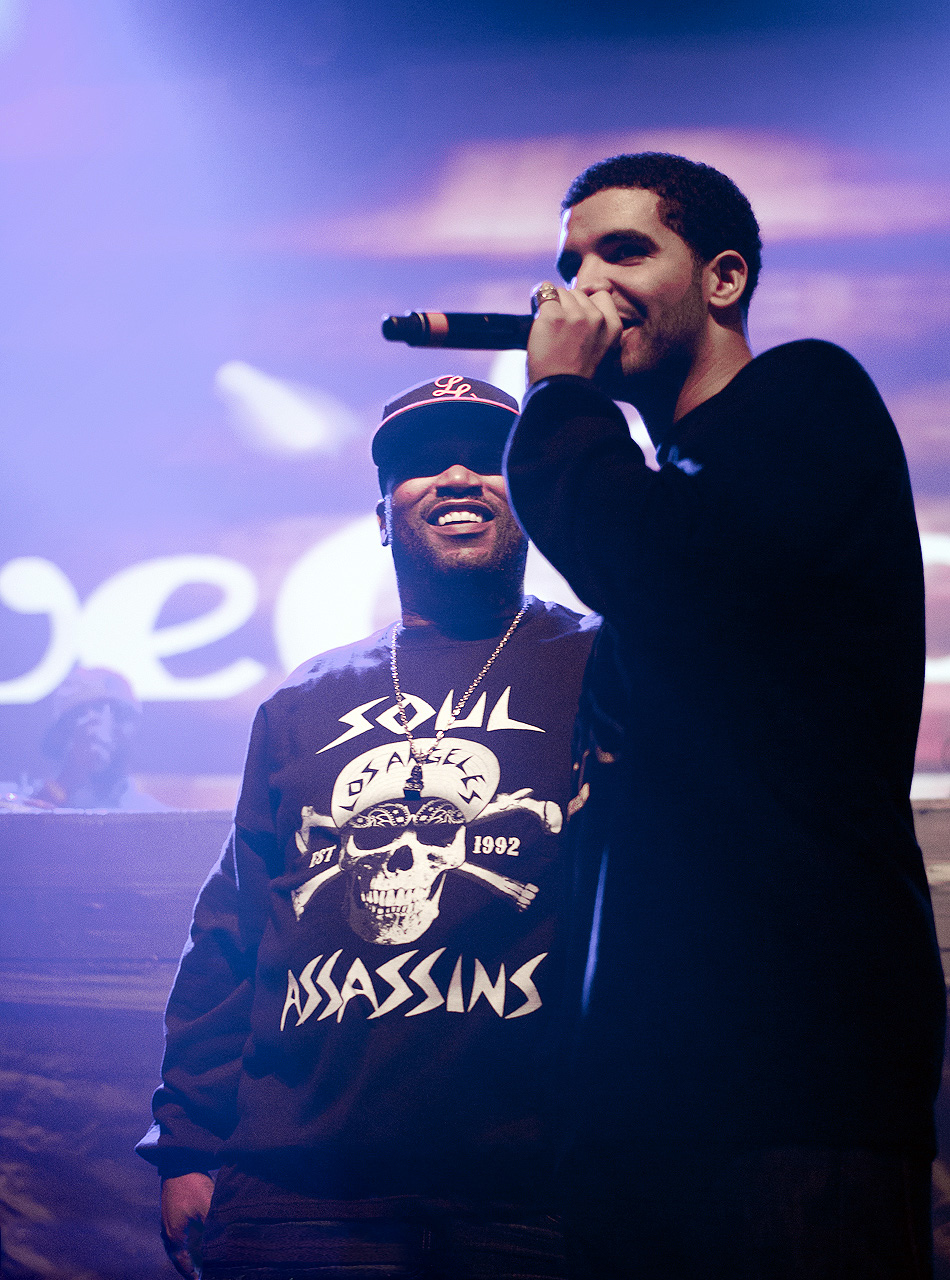
Drake actuant amb Bun B el 2011.

"Headlines" va ser llançat com a primer senzill de Take Care el 9 d'agost de 2011. Va obtenir el número 13 en el llistat Hot 100 i finalment va ser disc de platí als Estats Units i el Canadà. La cançó també es va convertir en el seu desè senzill a arribar al cim de la taula de cançons Billboard Hot Rap, que el va portar a ser l'artista amb més hits número 1 a la taula. El vídeo musical per al senzill va ser llançat el 2 d'octubre de 2011, on veiem a Drake rapejant en diversos llocs al voltant de Toronto. "Make Me Proud" va ser llançat com a segon senzill de l'àlbum el 16 d'octubre de 2011 i compta amb la rapera i amiga de l'artista Nicki Minaj. El senzill va ser un èxit comercial, aconseguint una posició final al número 9 dins els Billboard Hot 100. "Make Me Proud" es va convertir en el segon disc de platí del mateix àlbum. "The Motto" va ser llançat com a tercer senzill de l'àlbum Take Care el 29 de novembre de 2011 i compta amb la participació de l'anteriorment mencionat raper nord-americà Lil Wayne. Es va convertir en un dels senzills més coneguts de Drake, aconseguint el número 14 dins el Hot 100 i encapçalant les llistes en cançons de rap i Hot R&B, aparellant-se amb el rècord establert pel seu compatriota, el raper Jay-Z. Se li atribueix la popularització de la frase "YOLO" als Estats Units, com a abreviació de "you only live once". El vídeo de la cançó va ser llançat el 10 de febrer de l'any 2012, i compta amb la participació del raper Tyga, E-40, i Mistah FAB.
La pista del títol de l'àlbum "Take Care" va ser llançada com a quart senzill el 21 de febrer de 2012, i compta amb la cantant de Barbados, Rihanna. El senzill va ser certificat doble platí als Estats Units amb vendes de més de 2.000.000 d'unitats. El videoclip per al senzill va ser llançat després de molts retards, el 6 d'abril de l'any 2012, simultàniament amb el video musical per al cinquè senzill "HYFR (Hell Ya Fucking Right)". El vídeo de "Take Care" representa diverses escenes tant de Drake com de Rihanna abraçant-se, combinades amb diverses escenes de paisatges naturals i la seva fauna. El vídeo va rebre quatre nominacions als MTV Video Music Awards de 2012 per "millor vídeo masculí", "millor direcció d'art", "millor fotografia" i "vídeo de l'any". El cinquè senzill de Take Care, "HYFR (Hell Ja Fucking Right)" va ser llançat el 24 d'abril de 2012 i va ser l'únic senzill tret abans de l'àlbum el qual tingué menys èxit de l'àlbum, aconseguint el lloc número 62 dins els Billboard Hot 100.
L'àlbum va ser lloat per la crítica: NME va anomenar-la com a " sensible obra mestra" mentre que Rolling Stone va elogiar la capacitat de Drake de "cohesionar molts estats d'ànim, en una enorme emoció animada"."'Take Care' no és un àlbum de hip-hop o un àlbum de R&B tant com un àlbum d'un excèntric pop fosc que pren aquests gèneres com a punts de partida, pregunta què poden fer però no fan, i tracta aquests punts", va escriure el New York Times. "En el futur un àlbum com aquest serà habitual; avui, és radical". Molts fans consideren ara "Take Care" com el millor projecte complet de Drake fins a la data i, de fet, amb aquest va guanyar el seu primer grammy a "Millor àlbum de rap" l'any següent.

### 2013-2014: OVO iNothing Was The Same
Drake i el productor Noah "40" Shebib van formar un segell discogràfic anomenat OVO Sound a principis de 2012. El segell discogràfic es distribueix actualment a través de Warner Bros Records. El seu primer artista subscrit fou "PartyNextDoor", a la vegada firmant productors com: Boi-1da, T-Minus, i Mike Zombie. Mentre estava de gira al Regne Unit promocionant "Take Care", Drake anuncià en una entrevista que havia començat a treballar en el seu tercer àlbum d'estudi. Altrament va declarar que l'àlbum tindria un estil diferent al del seu àlbum anterior. Durant el temps de descans va aparèixer en el senzill "Diced Pineapples" de l'àlbum "God Forgives, I Do not" de Rick Ross, així mateix va aparèixer a "Poetic Justice", cançó de Kendrick Lamar de l'àlbum "Good Kid, MAAD City", a més a més del senzill "Fuckin 'Problems" de l'àlbum "Long. Live. A$AP "de l'artista i raper A$AP Rocky.
El gener de 2013, Drake va ser vist a República Dominicana filmant el vídeo musical d'una nova cançó titulada "Started from the Bottom", que va ser dirigida per ell i Director X. La nit dels Grammys va anunciar que la cançó seria el primer senzill del seu tercer àlbum d'estudi anomenat "Nothing Was the Same". També va anunciar que la seva nova gira "Would You like a Tour?" començaria l'octubre de 2013. Drake va fer un debut al Saturday Night Live el 19 de gener de 2014 on també va ser convidat musical. L'episodi va rebre la benvinguda dels crítics que van lloar la capacitat d'actuació de Drake i el seu ritme de comèdia a l'entrevista.
Nothing Was The Same va comptar amb sis poderosos fonaments: "Started from the Bottom", "Hold On, We're Going Home" amb Majid Jordan, "All Em" amb 2 Chainz i Big Sean, "Pound Cake" amb Jay-Z, "The Language" i "Too Much" amb Sampha. "Wu-Tang Forever" va ser treta abans del llançament de l'àlbum com a senzill promocional. Per a la promoció de l'àlbum, Drake va estar de gira amb Future, Miguel i PartyNextDoor des de l'octubre fins al desembre de 2013. Des del seu llançament, Nothing Was The Same va ser rebut amb bones crítiques, incloent un puntuació de 79 a Metacritic. L'àlbum també va ser un èxit comercial, debutant en el número 1 en els Billboard 200 venent 658,000 còpies la primera setmana del seu llançament. També va debutar en el número 1 a Canadà, Dinamarca, Austràlia i Regne Unit.

### 2014-2015:If You're Reading This It's too LateiWhat a Time to Be Alive
El juny de 2014, Drake estrena un senzill titulat "0 to 100 / The Catch Up" en el qual parlava sobre la seva interacció de l'en el rap i del seu equip discogràfic OVO Sound, també parlant sobre una estrena pròxim a la primavera de l'any 2015. El juliol de 2014, Drake va anunciar que el nom del seu quart àlbum seria "Views From The 6", però, no havia començat a gravar-lo, tan sols era la idea. Temps després, el 12 de febrer de 2015, Drake va llançar la mixtape "If You'r Reading This It's Too Late" com un col·lecció sense previ avís a iTunes i, per tant, establint la seva quarta mixtape i quart àlbum d'estudi amb Cash Money Records. La mixtape, composta de 17 cançons, va esdevenir ràpidament platí, fins i tot abans que Drake procedís a deixar anar una mixtape col·laborativa amb Future, "What a Time To Be Alive", el 20 de setembre de 2015, a través d'Apple Music i ITunes Store. Aquest últim també es va certificar platí més endavant. L'àlbum va debutar com a número 1 a EUA. amb 495 000 vendes als primers tres dies. L'àlbum també va trencar un record a Spotify, que enregistrava més de 17,3 milions de reproduccions en els primers tres dies d'alliberament, superant així al seu anterior projecte "Nothing Was The Same" (2013) el qual va assolir a la seva primera setmana 15.146 milions de reproduccions. L'11 d'agost de 2015, la mixtape havia venut més d'un milió de còpies, pel que Drake va marcar el seu quart projecte disc de platí de la seva carrera.
El 8 de juny de 2015, Drake aparegué a l'Apple Worldwide Developers Conference (WWDC) a San Francisco per promocionar un nou servei de streaming d'Apple, durant el qual va revelar que anava a publicar exclusivament el seu pròxim àlbum a través d'aquella plataforma.
El 31 de juliol de 2015, Drake va treure una col·lecció de quatre senzills titulats; "Charged Up", "Back to Back", "Hotline Bling", i "Right Hand" els quals van arribar a les posicions més altes en el recompte Billboard Hot 100. Dos dels quatre senzills publicats anomenats "Charged Up" i "Back to back " van ser part del beef envers al raper Meek Mill amb el qual van tenir una disputa molt mediàtica. Posteriorment, "Back to Back" va ser nominada al grammy a "Best Rap Performance".

### 2016-2017: Views
El 30 de gener de 2016, Drake va llançar a través del seu programa musical a Apple Music (OVO Sound Ràdio) el senzill "Summer Sixteen", el qual va ser confós amb el primer senzill per al nou àlbum. Més tard, el 5 d'abril del mateix any, va publicar "One Dance" i "Pop Style" les quals van ser confirmades com a part del seu cinquè àlbum d'estudi "VIEWS". Abans però, el 31 de juliol de 2015, Drake havia llançat "Hotline Bling" el qual va acabar sent el single principal de l'àlbum.

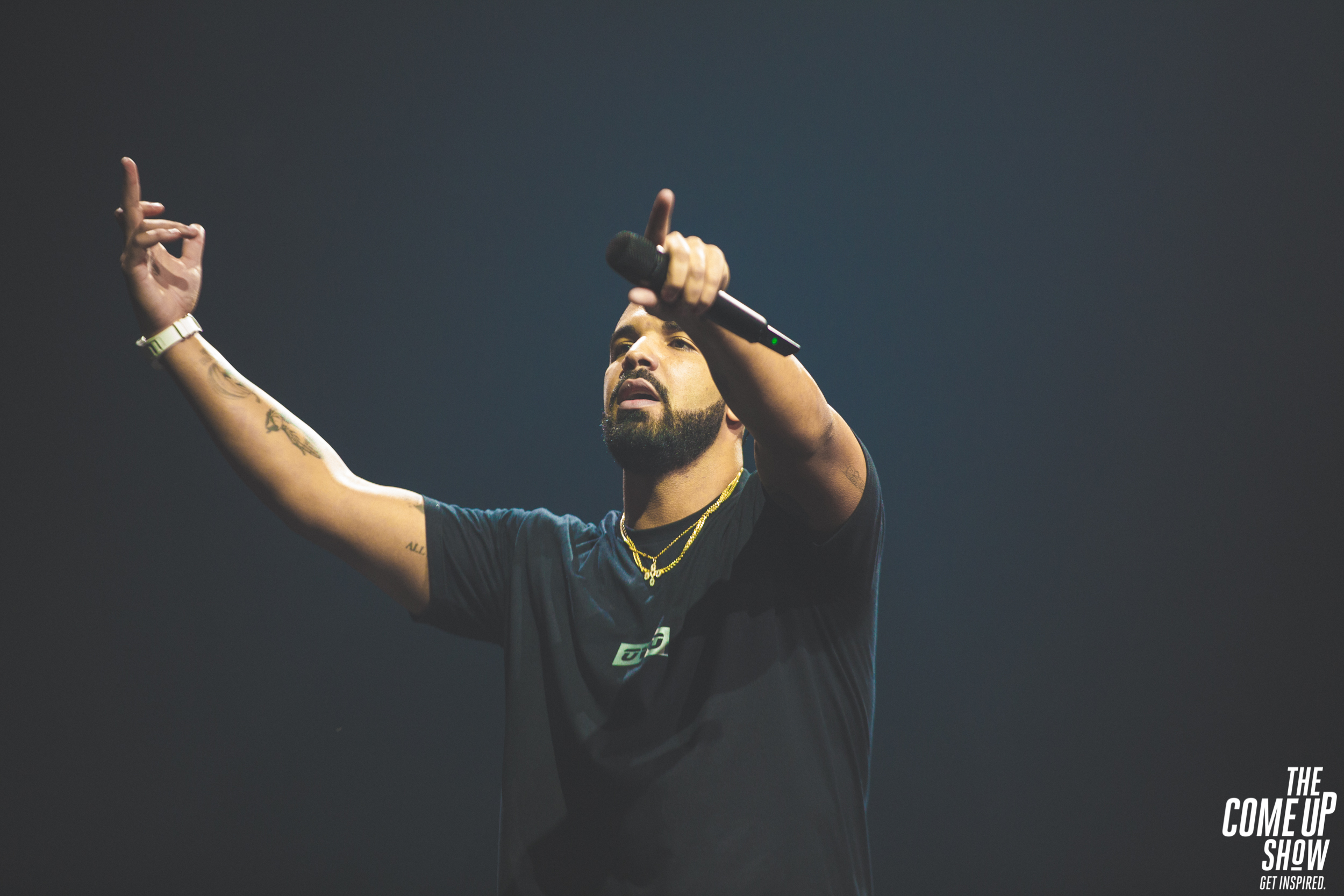
Drake actuant en un concert del Summer Sixteen Tour a Toronto el 2016.

El 9 d'abril de 2016, Drake va compartir a les seves xarxes socials un vídeo en el qual informava la data del llançament del seu esperat àlbum, sent el 29 d'abril de 2016 el dia escollit per a l'estrena. "Views" va crear una gran expectació entre els fans ja que havia sigut anunciat feia molt de temps. El 27 d'abril de 2016 Drake anunciava a través del seu compte d'instagram el tracklist del seu nou àlbum, descartant a "Summer Sixteen" de la llista. També aquest mateix dia un representant d'Universal Music Group va donar un comunicat en el qual va donar a conèixer que el títol de l'àlbum seria "Views" i no "Views from the 6" com s'hauria pensat fins al moment. L'àlbum es va estrenar a Apple Music mitjançant una edició especial de OVO Sound Radio el 28 d'abril de 2016, després d'una entrevista a Beats 1 amb el locutor de ràdio Zane Lowe; va ser publicar oficialment la mateixa nit a Apple Music i iTunes respectivament.
L'àlbum va debutar al número 1 dels Estats Units Billboard 200, amb més d'un milió d'unitats equivalents d'àlbum venudes en la seva primera setmana de llançament, incloent 852.000 còpies, i va aconseguir un rècord de més de 245 milions de streams. Va passar un total de 13 setmanes no consecutives en la posició número 1 del Billboard 200 i també es va convertir en el primer àlbum número 1 de Drake dins el UK Albums Chart. Les 20 cançons de l'àlbum van entrar al Billboard Hot 100 dels Estats Units. "One Dance" va ser el single amb millor rendiment mundial del 2016 i s'ha convertit en un dels senzills més venuts de tots els temps. El senzill va arribar a ser número 1 en 15 països diferents com Australia, França o Regne Unit. Es va mantenir al pic dels Billboard Hot 100 dels Estats Units durant 10 setmanes consecutives. L'àlbum va rebre critiques mitjanes, molts dels quals van trobar que el nou projecte era un retrocés qualitatiu dels seus treballs anteriors. Malgrat això, es va convertir en l'àlbum amb més èxit de Drake amb la venda de més de set milions d'unitats certificades a tot el món. L'àlbum ha estat certificat sis vegades platí per la RIAA. Va ser nominat a "Àlbum de l'any" i a "Millor àlbum de rap" als premis Grammy 2017, mentre que el seu single principal "Hotline Bling" va guanyar "Millor cançó de rap" i "Millor interpretació de rap/cantada". L'àlbum també va guanyar "Top Billboard 200 Album" als Billboard Music Awards 2017, entre d'altres premis.

### 2018: Any de rècords iMore Life
Poc després, durant un episodi d'OVO Sound Radio, Drake va confirmar que llançaria un projecte titulat "More Life" al desembre. Tot i això, després va acabar movent la data cap al nou any. El projecte va ser descrit com una "playlist", en lloc de ser classificat com a disc, mixtape o àlbum tradicional. Posteriorment Spotify va revelar que Drake havia sigut l'artista amb més streams de la plataforma per segon any consecutiu el 2016, acumulant un total de 4.700 milions de streams en tots els projectes del servei, cosa que suposa el doble del flux que tenia el 2015. Malgrat diversos contratemps, Drake va anunciar que "More Life" seria llançada el 18 de març de 2017 a través d'una sèrie de vídeos publicats a través d'Instagram. En llançar-se, More Life va rebre crítiques molt positives i va debutar en els Billboard 200, guanyant 505.000 unitats equivalents a l'àlbum en la seva primera setmana. També va establir un rècord de reproduccions, convertint-se en l'àlbum amb més visualitzacions en 24 hores, amb un total de 89,9 milions de reproduccions només a Apple Music. L'àlbum també va obtenir 61,3 milions de streams a Spotify, destronant a l'àlbum ÷ de Ed Sheeran com a la màxima obertura del servei en un sol dia. Posteriorment va guanyar 13 premis als Billboard Music Awards 2017 al maig, cosa que l'academia el va veure batre el rècord de més victòries en una sola gala. Billboard també va informar que Drake havia estat present en la llista Hot 100 durant vuit anys consecutius, i que té el major nombre d'entrades per un artista en solitari.
Després va llançar el senzill "Signs" el 24 de juny, com a col·laboració amb la casa de moda francesa Louis Vuitton a més de reunir-se amb Metro Boomin en un senzill amb Offset. Més tard, Drake va acollir els primers premis anuals de l'NBA el 26 de juny i va actuar en diversos anuncis publicitaris al costat del seu pare en la promoció de Virginia Black.

### 2018-2019:Scary Hours EPi Scorpion
Després de la circulació de diversos rumors de que Drake possiblement col·laboraria amb diversos artistes, inclòs el raper Trippie Redd i el productor Pi'erre Bourne, per al seu novè àlbum d'estudi, es van filtrar diversos leaks de cançons a finals del 2017. Més tard Drake llençaria dues cançons com a membres d'una mini EP, titulada "Scary Hours", el 20 de gener de 2018, marcant el primer llançament en solitari de Drake des de "More Life", així com la seva primera aparició en altres singles després d'haver participat en un remix de la cançó "Family Feud" de Jay-Z amb Lil Wayne. "Scary Hours" comoptava amb dos senzills: "Diplomatic Immunity" i "God's Plan", que van debutar dins del top-ten, aquest últim va batre diversos rècords de streaming ja que va debutar al número 1 del Billboard Hot 100 dels Estats Units.
Drake va participar en la cançó de Migos "Walk It Talk It", que va debutar al número divuit de la llista Hot 100. Posteriorment va fer una col·laboració al senzill debut de BlocBoy JB "Look Alive", que es va publicar el 9 de febrer de 2018. L'entrada de la cançó al número sis del Hot 100 va fer de Drake el raper amb més top-ten hits dintre la llista, amb 23. El 5 d'abril, Drake va anunciar que estava acabant el seu cinquè àlbum d'estudi i que llançaria un senzill més tard aquella nit. El 6 d'abril es va publicar "Nice for What", al costat d'un vídeo musical dirigit per Karena Evans, que contenia cameos de diverses celebritats femenines. Després que "Nice For What" substituís el seu propi single "God's Plan" als Billboard Hot 100 al número 1, convertint-lo en el primer artista que va destronar el seu número 1 per un single seu. Drake va anunciar el títol del seu cinquè àlbum d'estudi "Scorpion", amb una data de llançament prevista el 29 de juny de 2018. Després va llançar "I'm Upset" el 26 de maig, com el tercer senzill de l'àlbum. "Scorpion" es va llançar com a àlbum doble, amb una cara A i una cara B i va marcar el projecte més llarg de Drake, amb una durada de poc menys de 90 minuts. L'àlbum va batre els rècords mundials de més streams en un sol dia a Spotify i Apple Music, ja que va guanyar 132,45 milions i 170 milions de reproduccions a cada servei de streaming, respectivament. Finalment va vendre 749.000 unitats equivalents d'àlbum en la seva primera setmana de vendes, i va debutar al número 1 del Billboard 200. El 2018, articles de The Guardian i Rolling Stone el van anomenar "l'estrella pop definitiva de la seva generació" i "potser la major estrella del pop masculí post Justin Timberlake del nou mil·lenni, respectivament.
Drake després va obtenir el seu sisè èxit número 1 amb "In My Feelings", el 21 de juliol de 2018, que també va generar el challenge viral "#InMyFeelingsChallenge" o "#KiKiChallenge". L'èxit de "In My Feelings" també va fer que Drake fos el raper amb més números 1 d'entre tot el panorama. Poc després, va publicar el videoclip de "Nonstop", que es va rodar a Londres durant la seva aparició sorpresa en el Wireless Festival. A continuació, va aparèixer a l'àlbum de Travis Scott, "Astroworld", per a la seva cançó "Sicko Mode", que va assolir el primer lloc del Billboard Hot 100. A continuació, va començar "Aubrey & the Three Migos Tour" el 12 d'agost amb el grup d'atlanta Migos. Això va precedir una col·laboració amb Bad Bunny titulada "Mia", que ens mostrava a Drake cantant en espanyol. Durant una actuació a Edmonton el 7 de novembre, Drake va anunciar la seva intenció de començar a compondre el seu proper projecte a principis del 2019. Al febrer de 2019, va rebre el seu quart premi grammy a la millor cançó de rap per "God's Plan". Durant el seu discurs, els productors el van tallar bruscament, portant als espectadors a especular que censuraven el seu discurs durant el qual va criticar a la mateixa acadèmia.

### 2019-2020: Dark Lane Demo Tapes i sisè àlbum en camí
El 14 de febrer de 2019, Drake va reeditar la seva tercera mixtape "So Far Gone" i la va publicar als serveis de streaming per primera vegada per commemorar el seu aniversari de deu anys. Després de col·laborar amb Summer Walker en un remix de la cançó de "Girls Need Love", el 8 de juny, Drake va aparèixer al single "No Guidance" de Chris Brown. Una setmana després, Drake va llançar dues cançons, "Omertà" i "Money in the Grave", com a part del seu EP "The Best in the World Pack" per celebrar la victòria dels playoffs a la NBA dels Toronto Raptors. El 2 d'agost, va llançar l'àlbum recopilatori Care Package, format per cançons llançades entre el 2010 i el 2016 que inicialment no estaven disponibles dins els serveis de streaming principals; el qual va debutar al número 1 als Billboard 200.
Més tard va llançar la cançó "War" el 24 de desembre de 2019 amb un vídeo musical que l'acompanyava. La cançó va ser notòria per la seva instrumental inspirada en l'estil peculiar drill del Regne Unit. El 10 de gener de 2020, Drake va col·laborar amb Future en la cançó "Life Is Good", que es rumorejava que era un single per a la seqüela de la seva mixtape "What a time to be Alive" (2015). El 31 de gener, la parella va col·laborar de nou a la cançó "Desires", tot i que es va llançar gratuïtament després de filtrar-se. El 29 de febrer, Drake va llançar les cançons "'When to Say When" i "Chicago Freestyle", tan a Souncloud com a Youtube, aquest últim amb un sol videoclip per a les dues cançons. El 3 d'abril de 2020, Drake va llançar "Toosie Slide" amb un vídeo musical. El conjunt contenia una dansa, creada amb l'ajuda de linfluencer i ballarí Toosie. La cançó va debutar al número 1 del Billboard Hot 100, convertint a Drake en el primer artista masculí que debuta amb tres cançons al número 1. L'1 de maig de 2020, Drake llança de sorpresa la mixtape "Dark Lane Demo Tapes", amb aparicions d'artistes com Chris Brown, Future, Young Thug, Playboi Carti, Fivio Foreign i Sosa Geek. En la mateixa publicació, també va anuncia que el seu sisè àlbum d'estudi serà publicat l'estiu del 2020. La mixtape va ser presentada com una col·lecció de leaks i alguns vibes nous que havien recopilat, el que vindrien a ser els throw-aways de l'àlbum d'estudi. Va rebre crítiques mixtes i va debutar al número 2 dels Billboard 200 dels Estats Units amb 223.000 unitats vengudes, i al número 1 de les llistes dels àlbums de Regne Unit, guanyant 20.000 unitats en la seva primera setmana.

## Estil musical i influències
Drake és un dels artistes més versàtils de la industria. Tot i que generalment se'l agrupa dins el gènere hip-hop, ha evolucionat al llarg dels anys, experimentant amb diferents sons i cultures així creant el seu estil propi. Amb la mixtape "So Far Gone" va popularitzar un so relativament nou dins el hip-hop, utilitzat anteriorment per artistes com Lil Wayne, T-Pain o Kanye West, que es tractava d'alternar el cantar i rapejar, tot teixit en un conjunt que trencava les antigues barreres del gènere, creant un rap molt més melòdic. Amb el seu àlbum debut "Thank Me Later" es va convertir ràpidament en la figura més popular del gènere.
A mesura que Drake ha crescut, el seu so ha anat evolucionant i ha tocat diversos gèneres com el trap, el house, el grime, afrobeats, dancehall, R&B i per suposat, rap. D'entre les seves majors influències ha citat a diversos artistes de hip hop com Jay Z, Kanye West i Lil Wayne, alhora que també va atribuir diversos artistes del R&B com a influents en la seva música, inclosa Aaliyah, Usher o Pharrell. Drake també ha acreditat diversos artistes de dancehall per haver influït posteriorment en el seu estil molt present a "Views" i implementat totalment a "More Life" inclòs Vybz Kartel, a qui ha anomenat una de les seves "inspiracions més grans". Drake també ha escrit per Alicia Keys i Dr. Dre, entre d'altres.
La seva paralingüística esquiva l'estereotip de l'actualitat dins rap, on narra una història empàtica de lluita per a l'èxit i l'ambició contra les adversitats mitjançant un to i timbre molt més suau a l'hora de cantar, contraposat amb un to més agressiu i egocèntric a l'hora de rapejar. Manté el tarannà del hip hop clàssic, alhora que revela la seva vulnerabilitat emocional. Els temes els quals tracta més sovint giren entorn la seva figura, les seves relacions amb dones, la fama i el que comporta, creant una sensació de difusió entre el que és la vida real i el que ell viu, anomenat "hyper reality rap".

## Empreses i negocis
La popularitat de Drake li ha permès invertir en diferents camps i d'aquesta manera fer més gran la seva imatge i el seu segell personal. El 2011 creà la seva propia marca d'alcohol Virginia Black Whiskey. El 2018 va adquirir un avió Boeing 767, el qual costa al voltant de 185 milions de dòlars, amb les lletres Air Drake gravades en una de les ales. Tanmateix, la seva inversió més coneguda és el segell discogràfic OVO. Drake va anunciar al juliol de 2018 que tenia previst tornar a la televisió i pel·lícules, produint les sèries de televisió Euphoria i Top Boy.

### OVO
OVO Sound és un segell discogràfic canadenc basat a Toronto, fundat per ell, Oliver El-Khatib, i el productor de molt temps Noah "40" Shebib, que va començar a funcionar el 2012. Opera com a filial i es distribueix a través dels Warner Records, distribuïdora de Warner Music Group. El segell compta amb artistes com Popcaan, PARTYNEXTDOOR, Majid Jordan, OB O'Brien, Roy Woods i DVSN, així com productors interns 40, Boi-1da, T-Minus, Mike Zombie, Nineteen85 i Future the Prince.
Els fonaments del segell es remunten al 2006, quan es va publicar la primera mixtape oficial de Drake, Room for Improvement, sota el segell no oficial All Things Fresh, que es va convertir en October Very Own. Això va ser degut a la posició de Drake com a artista sense signar en aquell moment. A continuació Drake augmentaria el perfil de l'etiqueta presentant de manera destacada OVO amb la seva música, mencionant freqüentment el segell en cançons, a l'escenari i entorn la distribució de roba d'OVO.

#### OVO Fest
L'OVO Fest és un festival anual que Drake organitza a Toronto, que va començar el 2010. Se celebra el cap de setmana de les vacances cíviques a la ciutat, al Budweiser Stage de Toronto com és habitual. L'OVO Fest destaca pels convidats especials que actuen al concert. Artistes com Eminem, Jay Z, Kanye West, Lil Wayne, Nas, J. Cole, The Weeknd, A $ AP Rocky i Kendrick Lamar han estat entre el line-up del festival.

#### OVO Clothing
OVO Clothing es va fundar el mateix any que el segell. La marca de roba va començar amb una sèrie de col·laboracions amb Roots Canada. El 2013, la mercaderia per a la figura d'OVO va incloure col·laboracions amb Toronto Raptors, coincidint amb el fet que Drake es convertís en l'ambaixador global de la franquícia. Altres col·laboracions d'OVO inclouen Canada Goose i Air Jordan.
Des d'aleshores, OVO s'ha convertit en una línia de roba en si mateixa, traient es samarretes, dessuadores, jaquetes i gorres. OVO Clothing va inaugurar el 6 de desembre una botiga insígnia per a la roba de la marca al centre de Toronto. Exactament un any després, coincidint amb la inauguració de la tenda de Toronto, les botigues OVO es van expandir als Estats Units, obrint una botiga insígnia a Los Angeles, Califòrnia. La seva botiga de Nova York es va obrir el desembre de 2016 a Bond Street, i la seva botiga de Chicago l'agost de 2019 a Walton Street. OVO també va obrir la seva primera ubicació a Vancouver el desembre de 2018.

#### OVO Radio
OVO Sound Radio és un programa de ràdio que s'emet a Beats 1, un dissabte de cada més. El primer programa emès l'11 de juliol de 2015 va ser presentat per Drake i Oliver El-Khatib, el seu mànager. El programa presenta principalment material nou, amb almenys una cançó que s'estrena en cada emissió. És destacat per debutar els primers èxits de Drake, com "Hotline Bling" un dels hits més grans de l'artista, "Back to Back" la seva cançó nominada als Grammy i el hit multiplatí "One Dance".

## Discografia

### Àlbums
- Thank Me Later (2010)
- Take Care (2011)
- Nothing Was the Same (2013)
- Views (2016)
- More Life (ho considera una playlist) (2017)
- Scorpion (2018)
- Certified Lover Boy (2021)
- Honestly, Nevermind (2022)
- Her Loss (2022)
- For All the Dogs (2023)

### Mixtapes
- Room for improvement (2006)
- Comeback Season (2007)
- So Far Gone (2009)
- If You're Reading This It's Too Late (2015)
- What a Time to be Alive (amb Future) (2015)
- Dark Lane Demo Tapes (2020)

### EP's
- So Far Gone (2009)
- Scary Hours EP (2018)
- The Best in the World Pack (2019)

### Àlbums recopilatoris
- We Are Young Money (2011)
- Rise of an Empire (2011)
- Care Package (2018)

## Tours

### Cap de cartell
- Away from Home Tour (2010)
- Club Paradise Tour (2012)
- Would You Like a Tour? (2013–2014)
- Jungle Tour (2015)
- Boy Meets World Tour (2017)
- Assassination Vacation Tour (2019)

### Compartida
- America's Most Wanted Tour (amb Young Money) (2009)
- Drake vs. Lil Wayne (amb Lil Wayne) (2014)
- Summer Sixteen Tour (amb Future) (2016)
- Aubrey & the Three Migos Tour (amb Migos) (2018)

## Premis i nominacions
Nominacions
En general, Drake ha guanyat 291 premis de 667 nominacions.
Drake ha tingut quatre cançons certificades amb triple platí a EE.UU per vendes combinades més unitats de transmissió a partir de juliol de 2016, amb "Best I Ever Had", "Jumpman", "Over", i "Hold On, We're Going Home".Dos dels seus senzills han aconseguit òctuple platí, amb "Hotline Bling" i "One Dance", mentre que el seu senzill amb més certificacions és "God's Plan", que va ser certificat amb un disc platí 11x. Els cinc àlbums d'estudi en solitari de Drake, que han estat multi-platí, han rebut nombrosos premis i ressenyes generalment positives. Scorpion, el seu cinquè àlbum en solitari, es va convertir en el seu cinquè àlbum consecutiu número 1 dels Estats Units, a més de ser número 1 en molts altres països.
Drake també té diversos rècords dins les gràfiques de Billboard: ha entrat el major número de cançons de la història dins la llista Billboard Hot 100, més cançons simultànies dins del Hot 100 en una sola setmana, i rècord de temps establert dins la Hot 100 (431 setmanes). A més, compta amb el número més gran de senzills en els tops de Hot Rap Songs, Hot R&B i Hip-Hop Airplay.
A partir de 2017, Drake ha guanyat un total de quatre grammys de 42 nominacions. També ha guanyat 2 MTV Video Music Awards, i ha estat classificat per la revista Complex en la posició número 1 dins la seva llista "Millor raper viu cada any des de 1979", atorgant a Drake el guardó el 2011, 2012 i 2015. L'editor de la cartellera Ernest Baker va declarar: "Drake va aconseguir governar el hip-hop a partir del 2014". Drake va ser llistat quart a la cartellera taula de cap de any per Top artistes de 2 015, sent nominat per la IFPI Global Recording Artist de 2016 .46 en 2017, va superar el rècord d'Adele de més victòries en els Billboard Music Awards en una nit, guanyant 13 premis de 22 nominacions . 
Pitchfork va classificar "Nothing Was the Same" com el 41è millor àlbum de la dècada "fins ara" -entre 2010 i 2014, i el va situar en el cinquè lloc en la llista dels "Top 10 Music Artists" des de 2010.